# Шарнопіль
Шарно́піль — село в Україні, у Монастирищенській міській громаді Уманського району Черкаської області. Розташоване на обох берегах річки Шарка (притока Гірського Тікичу) за 19 км на північний схід від міста Монастирище. Населення становить 616 осіб.

## Історія
Перші письмові згадки про поселення є у джерелах за 1796 рік. Це час коли Правобережжя уже відійшло до Росії (до цього часу воно знаходилося у складі Польщі), коли формувалися його адміністративно-територіальний поділ, російські органи влади. Саме тоді і зафіксували тут існування 14 димів (дворів, які платили королівський податок). Фактично їх було більше, оскільки проживали тут і ті родини, котрі ще не оподатковувалися.
Лаврентій Похилевич вважає, що самостійного Шарнополя не існувало і в 1864 р., що він тоді залишався другою назвою Зарубинців, які мали 1230 мешканців та 200—208 осель.
У 1900 р. в документах село Шарнопіль значиться уже як самостійна одиниця. Цього року тут зафіксували 164 двори та 1188 жителів (чоловіків — 592, жінок — 596), наявність самостійної церкви, школи грамоти, водяного млина, 5 вітряків, 2 кузень. Поміщику Михайлу Рогозинському належало 956 десятин землі, селянам — 763. Всього, таким чином за Шарнополем числилося 1719 десятин. Управляв землями та економією поміщика Іосиф Порембський.
До революційних подій 1917—1920 рр. владу в селі здійснював староста. Поселення було підпорядковане Цибулівській волості Липовецького повіту Київської губернії на засадах самоврядування: всі серйозні справи, особливо земельні, вирішували сходка селян та волосний суд. При незгоді підключали до розгляду конфліктів повітового мирового суддю.
Відлуння революційних подій в Росії та Києві шарнопільці відчули в лютому 1918 р., коли на Уманщині червоногвардійський загін більшовиків з Києва розігнав волосну управу, утворив ревком і встановив таким чином диктатуру пролетаріату.
В березні у волость прийшли війська Центральної Ради та німці. Через бездіяльність Центральної Ради німці за літо встигли вивезти із села чимало хліба та іншої продукції. У листопаді 1918 р. вони покинули Липовецький та Уманський повіти, а владу кілька місяців утримували представники Української Центральної Ради. В березні 1919 р. 7-й Сумський полк відновив у Цибулівській волості владу більшовиків, однак на цей раз у формі не ревкому, а Рад робітничо-селянських депутатів.
У 1923 р. Шарнопіль увійшов до складу Цибулівського, а з 1928 р. — Монастирищенського районів Уманської округи Київської області. В цьому ж році запрацював Цибулівський цукрозавод, керівництво якого взяло курс на утворення селянських бурякових товариств; будували відносини з селянськими господарствами на підставі договору про засів та здачу на переробку цукрових буряків. Тому тут утворили бурякове товариство. Ще раніше виникло сільське споживчо- збутове товариство (СільСТ).
У середині 1920-х років у селі з'явився комсомольський осередок.
Як стверджують старожили, колективізація у Шарнополі відбулася в 1929 р. без ускладнень. До цього тут існував невеликий ТСОЗ, до якого вступили 17 найбідніших дворів. За рік утворили колгосп, названий іменем Леніна.
Жорстокий удар поселенню нанесли Голодомор 1933 року та репресії 1937 року. В 1937—1938 рр. заарештували 19 осіб. З них — 17 колгоспників і 2 тракториста. 17 розстріляли, двом: Никифору Прилуцькому та Григорію Клименку — дали по 10 років таборів. Всіх їх звинуватили у причетності до ворожої польської підпільної організації.
Уже в 1938 р. у Шарнополі сформували 4 ферми, які стали потім учасниками ВДНГ. Тут виник і перший у районі народний театр.
На німецько-радянську війну пішли 258 мешканців Шарнополя. За роки окупації тут розстріляли лише дві особи, загинуло від бомб та снарядів троє, відправили до Німеччини — 175, частина яких не повернулася додому.
Бої за село тривали з 6 січня по 9 березня 1944 р., їх вели воїни 240-ї стрілецької дивізії, 44-ї, 55-ї та 64-ї танкових бригад, окремого 294-го протитанкового полку. Село переходило кілька разів з рук в руки. Особливо сильні бої на шарнопільських полях точилися з 20 по 27 січня 1944 р. коли вороги прагнули прорватися через Гірський Тікич, обійти Цибулів та Івахни. За звільнення села від нацистів загинуло 192 радянські воїни.
У зв'язку з ліквідацією Монастирищенського району Шарнопіль з 1962 р. по 1965 р. був підпорядкований Христинівському.
У 1965—1966 рр. колгосп ім. Горького в складі Шарнополя та Скоморохи перебував у Жашківському районі.
У 1967 р. Шарнопіль остаточно ввійшов до відновленого Монастирищенського району.
У 1985 р. господарство мало три дільниці, дворів — 658. членів колгоспу — 1544, постійно працювало 742 колгоспники.

## Галерея

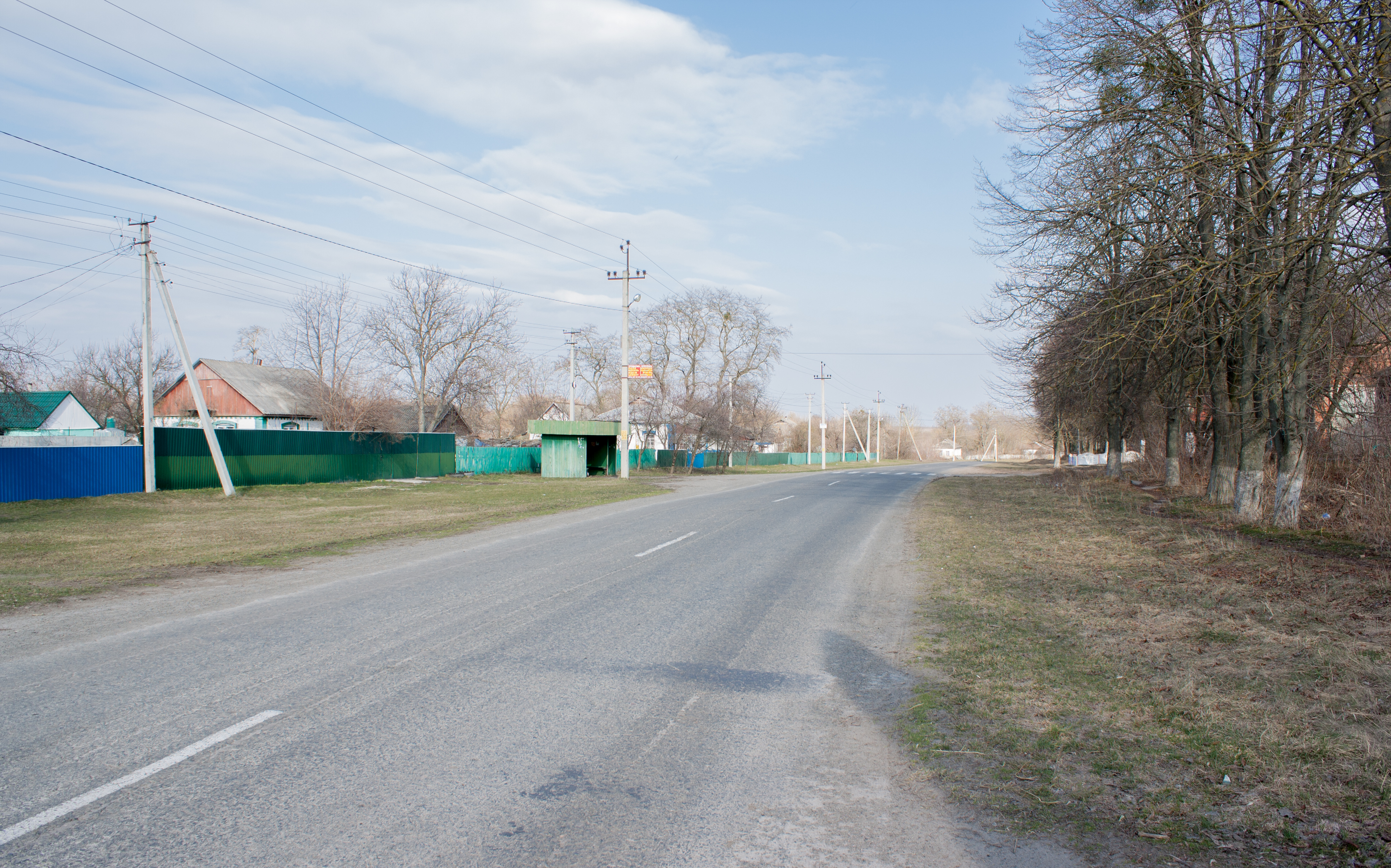
Вулиця Центральна
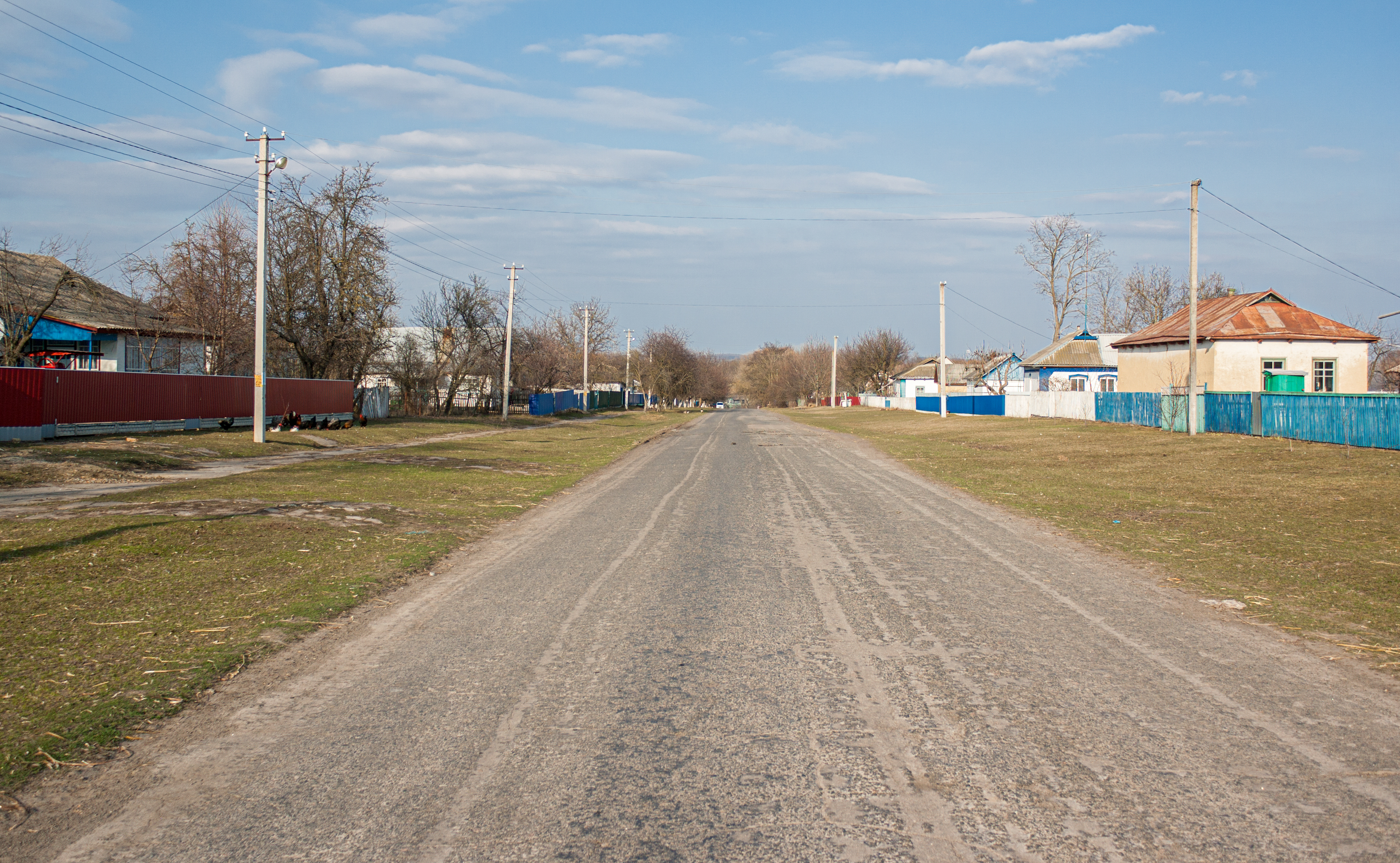
Вулиця Космонавтів
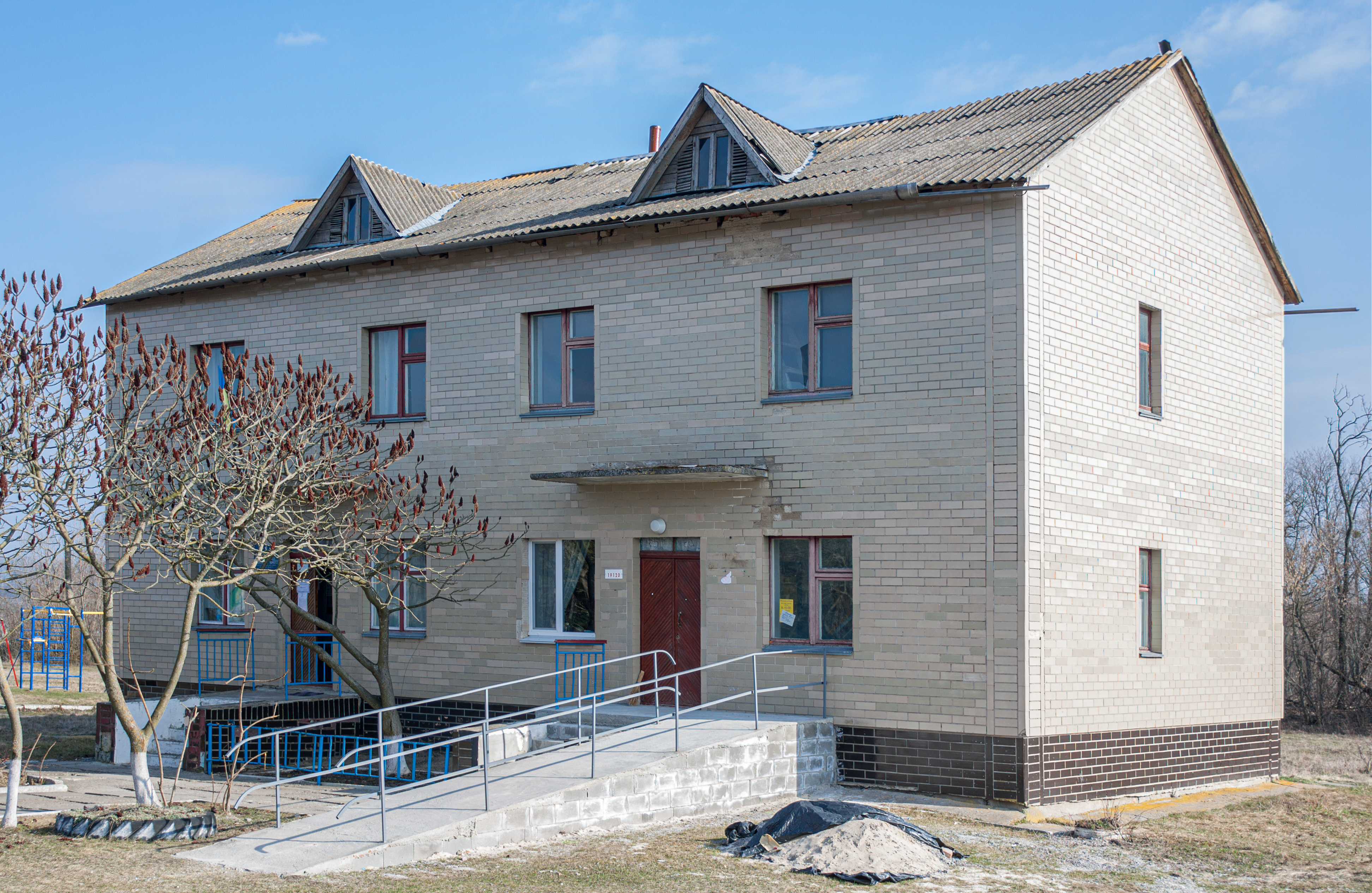
Сільська рада і пошта
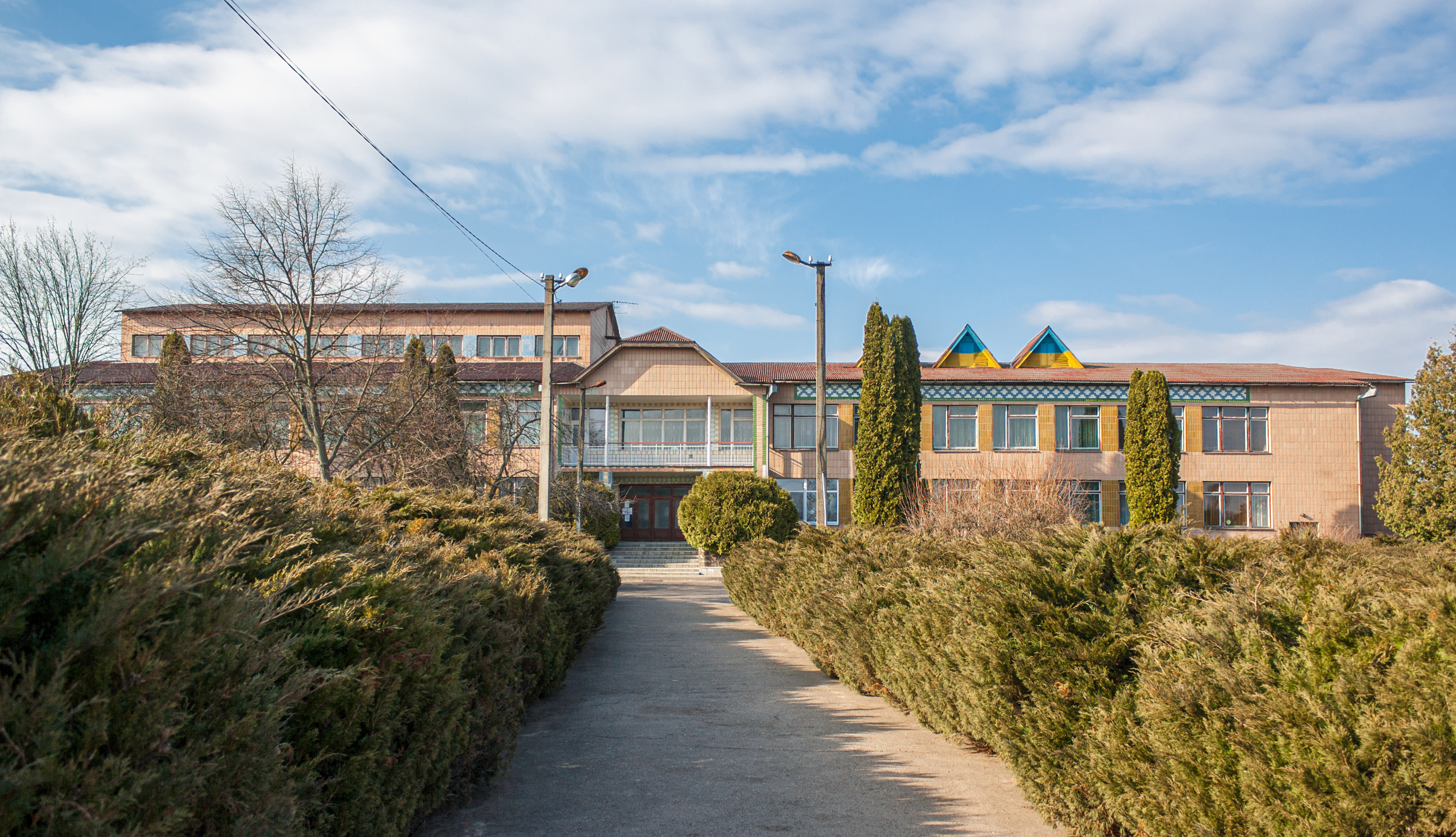
Школа
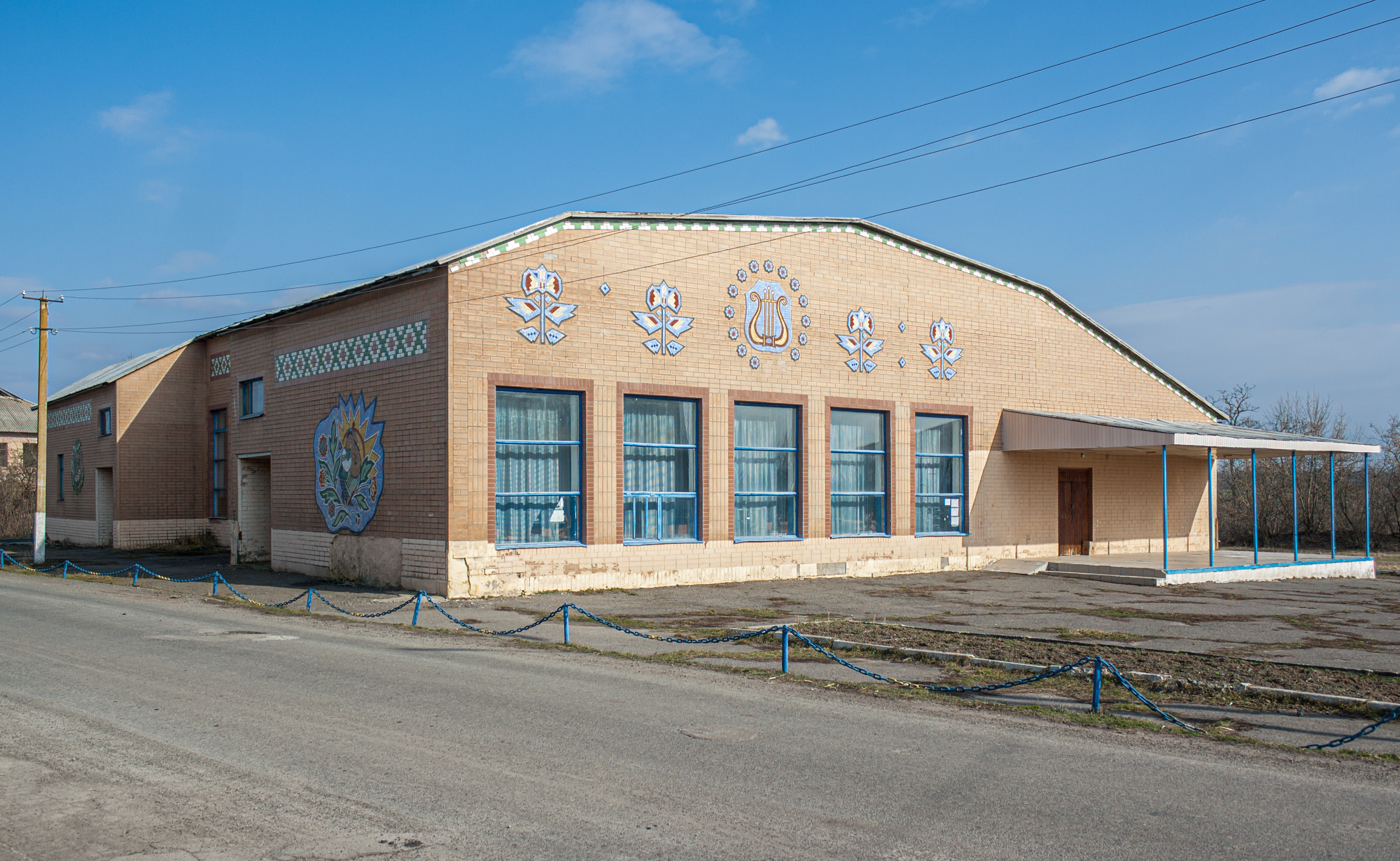
Будинок культури
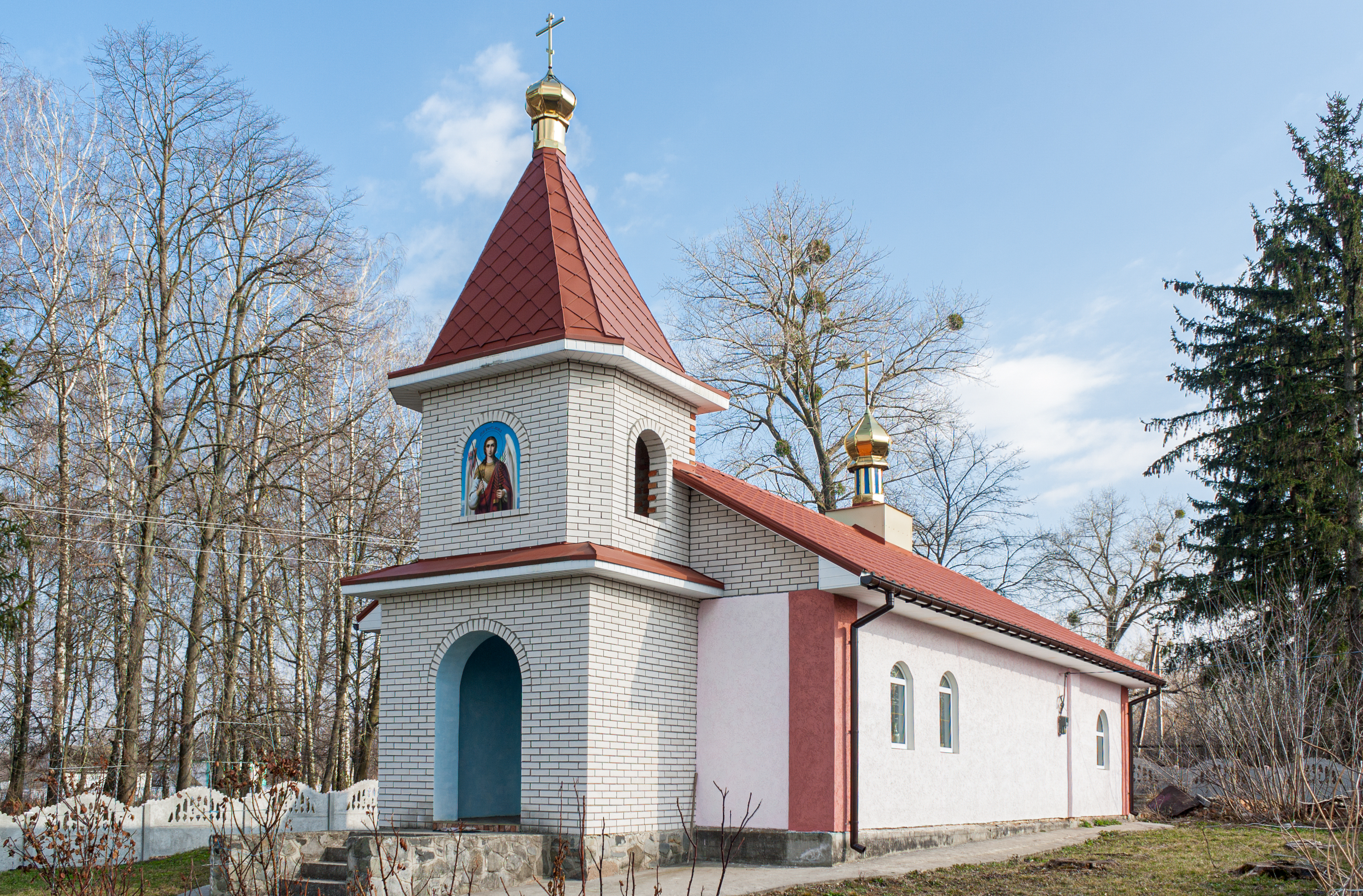
Церква
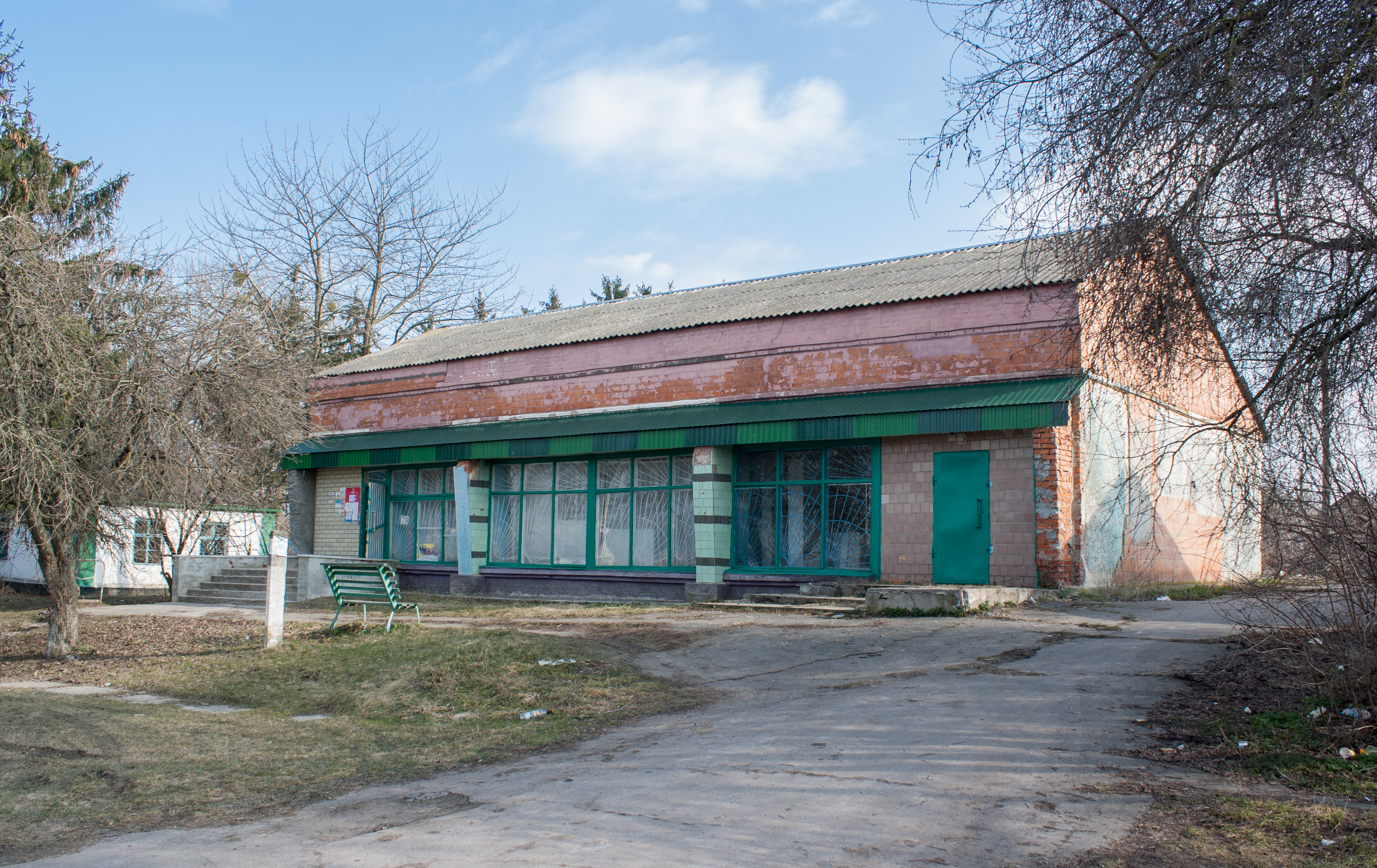
Магазин
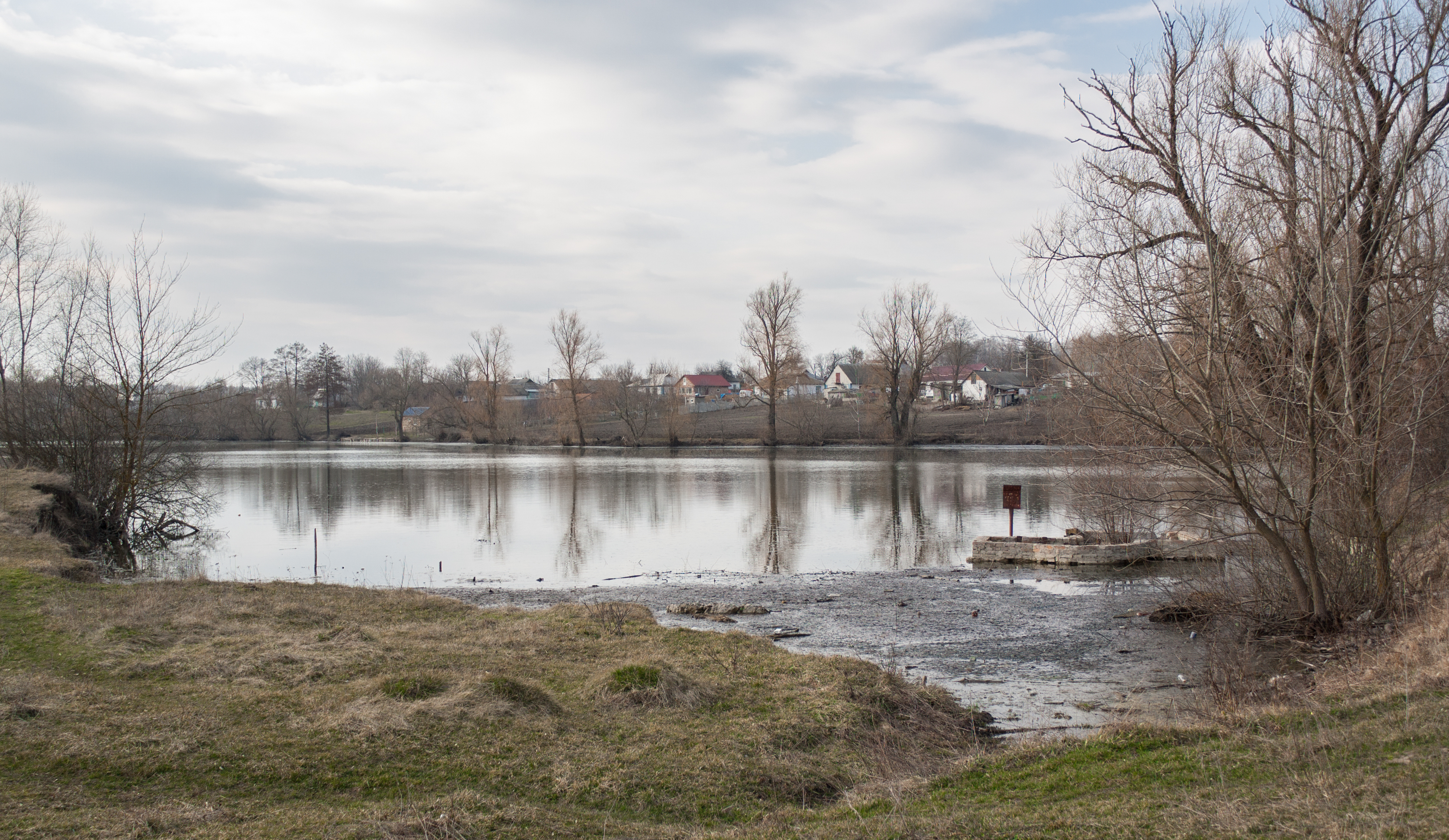
Ставок на річці Шарка
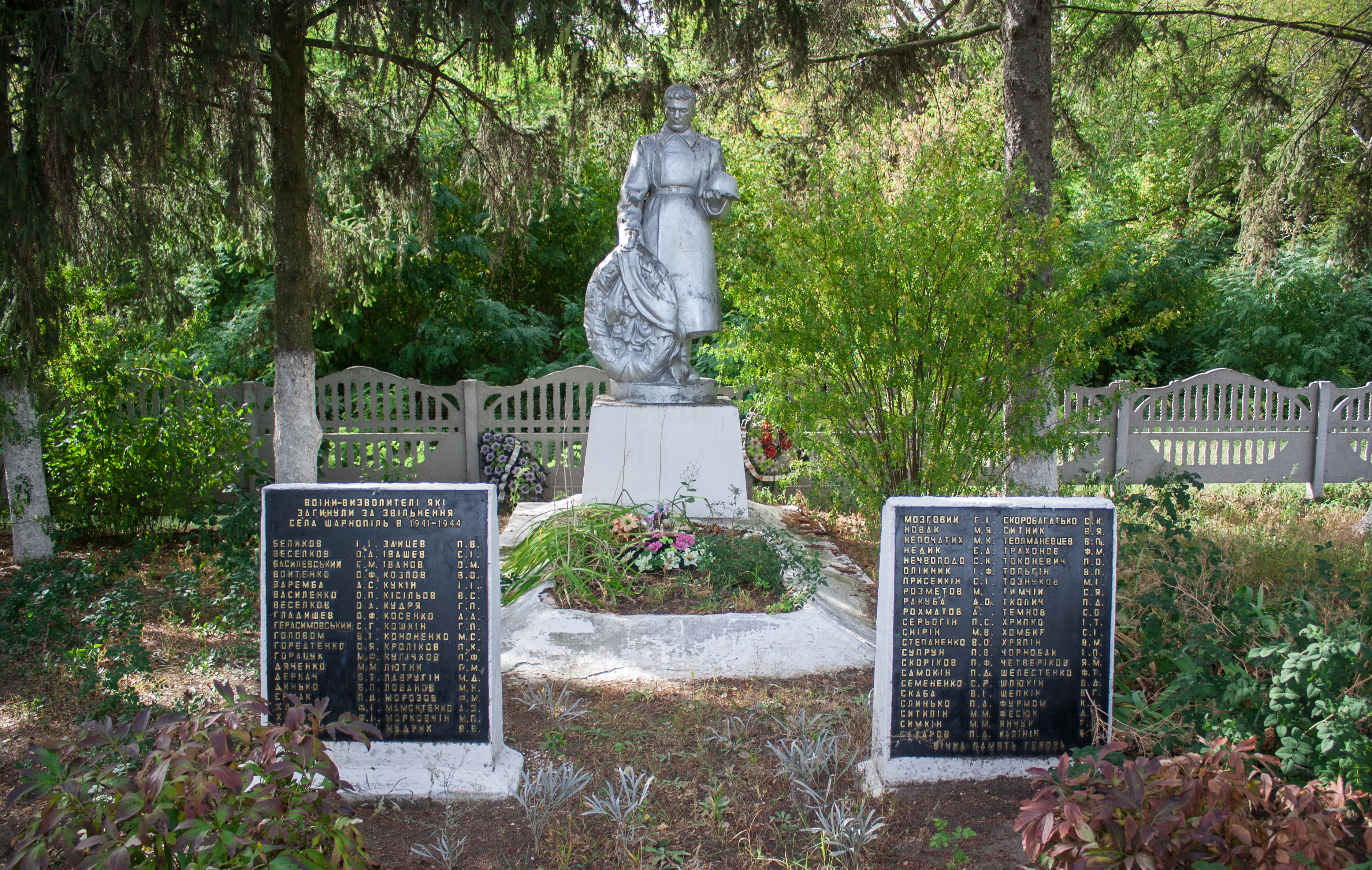
Братська могила радянських воїнів
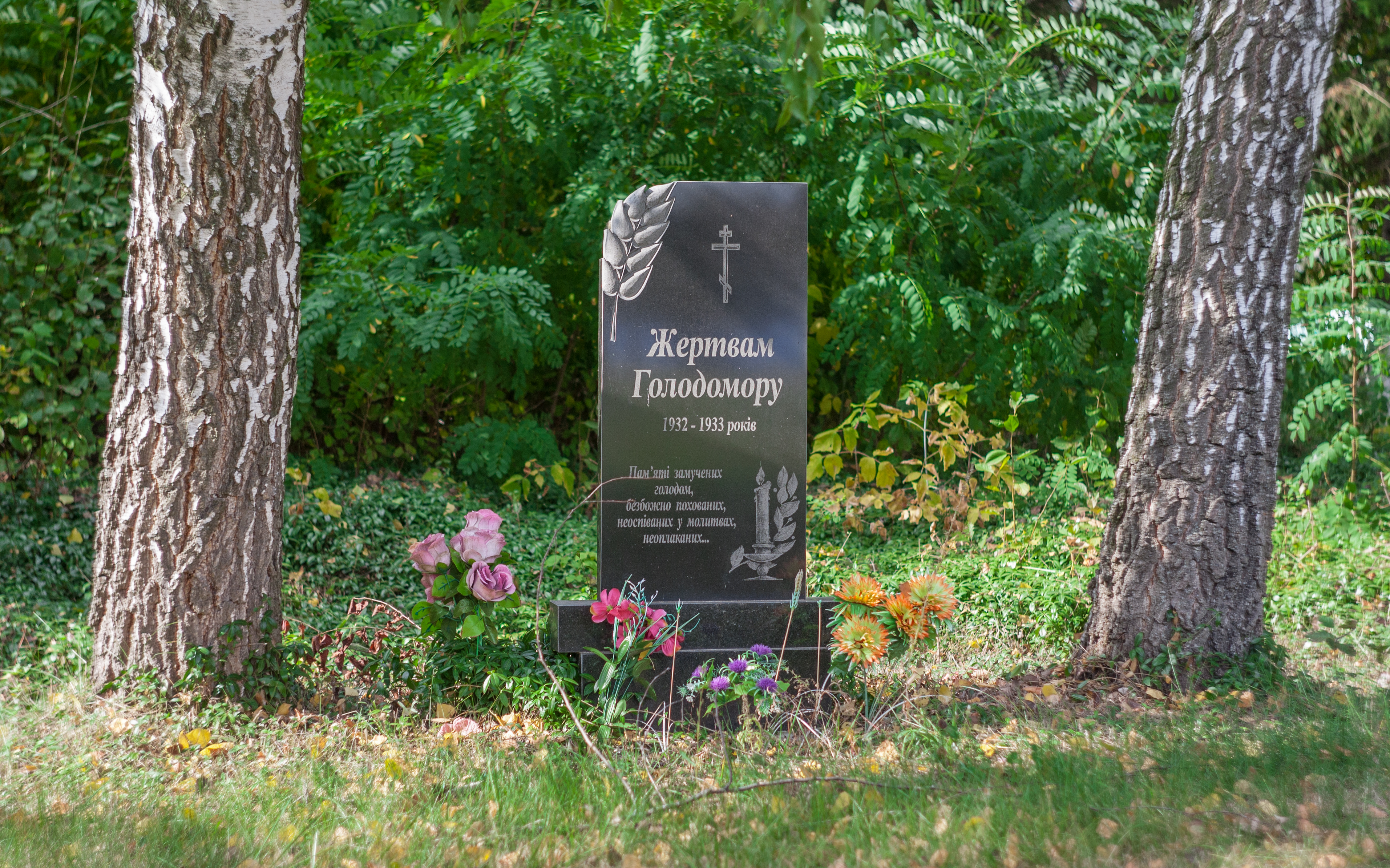
Пам'ятний знак жертвам Голодомору